# 馬賽大瘟疫
馬賽大瘟疫（法語：Peste de Marseille）是18世纪初腺鼠疫在欧洲最强烈的一次爆发，是第二次鼠疫大流行的疫情。1720年在法国马赛爆发的腺鼠疫导致市内和周边地区约十万人丧生。但是在瘟疫过后马赛很快就恢复过来了，通过与西印度群岛和拉丁美洲的贸易扩张，数年后经济就已经达到了瘟疫前的水平，1765年其人口也恢复到瘟疫爆发前的水平。

## 爆发和死亡数字
这次瘟疫不是欧洲从14世纪开始的黑死病爆发的再发。1720年爆发的瘟疫的病原体鼠疫桿菌是从黎凡特通过海路到达海港马赛的。商船大圣安图望号（Grand-Saint-Antoine）经过的黎波里和当时正在爆发瘟疫的塞浦路斯后从黎巴嫩出发开往马赛。途中一名土耳其乘客死后数名船员也相继死去，包括船上的医生。里窝那拒绝它停泊。到达马赛后港口机关立刻下令隔绝。马赛当时拥有与黎凡特的贸易垄断，港口从中东和当时正在出现的新世界进口大量货物。市内有权势的商人急需船上的丝绸和棉花，因为他们想把这些货物及时运到一个博览会去销售。因此他们强迫港口机关取消隔绝措施。

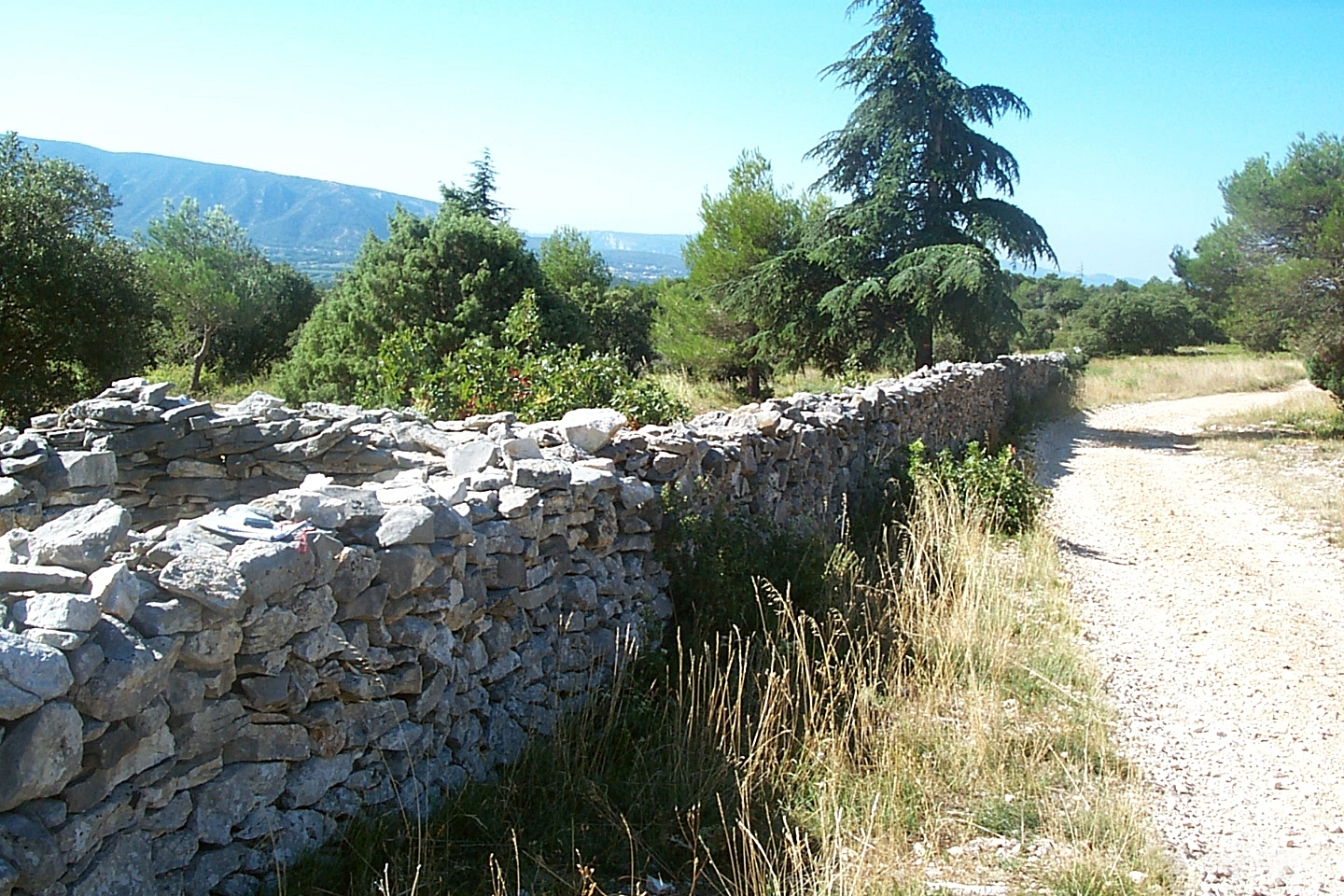
“鼠疫墙”

数天后市内就爆发了瘟疫。市内的医院很快就爆满，在市民中爆发惊慌。他们把病人从家里和市内赶出去。万人坑被挖出来，但是很快就填满了。最后市内机关无法处理这么多的死人，以至于在城市周围数千死尸堆积起来。
为了阻止瘟疫蔓延，法国下令隔绝马赛和普罗旺斯的其它地区，违反这个命令的人处死。为了保证这个隔绝在市郊建造了一堵鼠疫墙（Mur de la Peste）。这堵墙是用石头造的，高两米，厚70厘米，墙后有守卫。在一些地方依然可以看到这堵墙。在两年的时间里马赛九万居民中有五万丧生，瘟疫向北蔓延到普罗旺斯地区艾克斯、阿尔勒和土伦，造成又五万人病逝。估计总的死亡率在25%至50%，在马赛达到了40%，在土伦超过50%，在普罗旺斯地区艾克斯和阿尔勒为25%。

## 最近研究
1998年地中海大学的学者发掘了大瘟疫时的万人坑。这个发掘提供了研究200多具骷髅的机会。除现代实验室测验外还研究了文献记录来确定这个万人坑的使用时间和条件。这个多学科研究揭示了对该大瘟疫未知的事实和理解。对一具一个15岁的男孩的头颅的研究显示了1722年春进行的尸体解剖，这是欧洲历史上目前所知最早被解剖的尸体。其使用的技术与一本1708年出版的外科书中描写的一样。